# Villa Amelia
Villa Amelia är en ort i Argentina.   Den ligger i provinsen Santa Fe, i den centrala delen av landet, 270 km nordväst om huvudstaden Buenos Aires. Villa Amelia ligger 41 meter över havet och antalet invånare är 1 191.
Terrängen runt Villa Amelia är platt. Närmaste större samhälle är Gobernador Gálvez, 16,4 km norr om Villa Amelia.
Trakten runt Villa Amelia består till största delen av jordbruksmark. Runt Villa Amelia är det tätbefolkat, med 591 invånare per kvadratkilometer.